# Karthlos
Karthlos (en géorgien : ქართლოსი, k'art'losi) est une personnalité légendaire de la mythologie judéo-chrétienne de Géorgie, racontée dans le récit médiéval Chroniques géorgiennes. Descendant de Japhet, il est le second fils du géant Thargamos, l'ancêtre commun des Caucasiens, et devient lui-même le patriarche des Géorgiens. Il contrôle, selon le mythe, un large territoire en Transcaucasie et participe, avec ses frères, à une guerre pour se libérer de la domination de Nimrod.
Tandis que Karthlos n'est qu'une figure mythologique, son récit a été expliqué par l'historiographie moderne par de nombreuses raisons, qu'elles soient politiques, ethnologiques, ou religieuses.

## Origines du mythe
Le mythe de Karthlos fait partie de la mythologie judéo-chrétienne de Géorgie, une série de légendes médiévales qui tente de trouver un lien entre les ancêtres des Géorgiens et les personnages bibliques de l'Ancien Testament. L'ancien texte Vie de la Karthli (ქართლის ცხოვრება), aussi connu sous le nom de Chroniques géorgiennes fait pour la première fois mention de ce personnage aux alentours du XIe siècle, ce qui mène l'historiographie moderne à attribuer le mythe de Karthlos et de sa famille à Léonti Mroveli (l'historien Guiorgui Melikichvili remonte le mythe au VIIIe siècle).
La légende de Karthlos est unique au mythe géorgien, tandis que celle de son père, Thargamos, est largement présente dans la mythologie juive médiévale. Les lettres du roi khazar Joseph ben Aaron (Xe siècle), le Josippon (Xe siècle), les Chroniques de Jerahmeel (XIVe siècle) et le Sefer ha-Yashar (XIe siècle) mentionnent tous ce Thargamos (sous le nom de Togarma) ainsi que ces fils, mais ne l'apparentent pas aux peuples du Caucase et ne citent pas ce Karthlos comme l'un de ces fils. L'historien géorgien Ivané Djavakhichvili théorise quant à lui que la création du mythe de Karthlos et de sa famille n'est qu'un outil politique pour justifier l'unification des peuples du Caucase lors d'une période où les princes géorgiens tentent d'accomplir ce fait.
Selon l'académicien Korneli Kekelidzé, l'association de Karthlos à Togarma est inspirée par Hippolyte de Rome, qui fait de lui l'ancêtre des Arméniens dès le IIIe siècle. Nikoloz Berdzenichvili, quant à lui, explique la légende de Karthlos comme une tentative par le chroniqueur géorgien de continuer le mythe de Togarma qui est commencé par Moïse de Khorène au Ve siècle et qui fait de ce personnage le maître de tout le Caucase et de toutes les terres entre la Mer Noire et la Mer Caspienne, ainsi que l'ancêtre des Arméniens.
W.E.D Allen théorise que le mythe de Karthlos est directement lié à l'ancien culte d'Armaz, le principal dieu du panthéon pré-chrétien géorgien, ainsi qu'à la vénération moderne de Saint Georges.

## Biographie

### Famille
Karthlos est le second fils de Thargamos et d'une de ses « plusieurs femmes ». Il est le frère cadet de Haos, l'ancêtre des Arméniens, et a une multitude de frères et sœurs, dont six principaux cadets. Son père, un arrière-petit-fils de Japhet, prend possession du Caucase à la suite de l'effondrement de la Tour de Babel et, à l'âge de 600 ans, meurt et divise ses territoires entre ses huit principaux fils. Chacun devient l'ancêtre de différentes peuplades caucasiennes :
- Haos, patriarche des Arméniens ;
- Karthlos, patriarche des Géorgiens ;
- Bardos, patriarche des Raniens ;
- Movakan, patriarche des peuples du Caucase du Nord-Est ;
- Lekos, patriarche des Lezghiens ;
- Heros, patriarche des Héréthiens ;
- Kavakas, patriarche des tribus de Ciscaucasie ;
- Egros, patriarche des Mingréliens.

### Ancêtre des Géorgiens

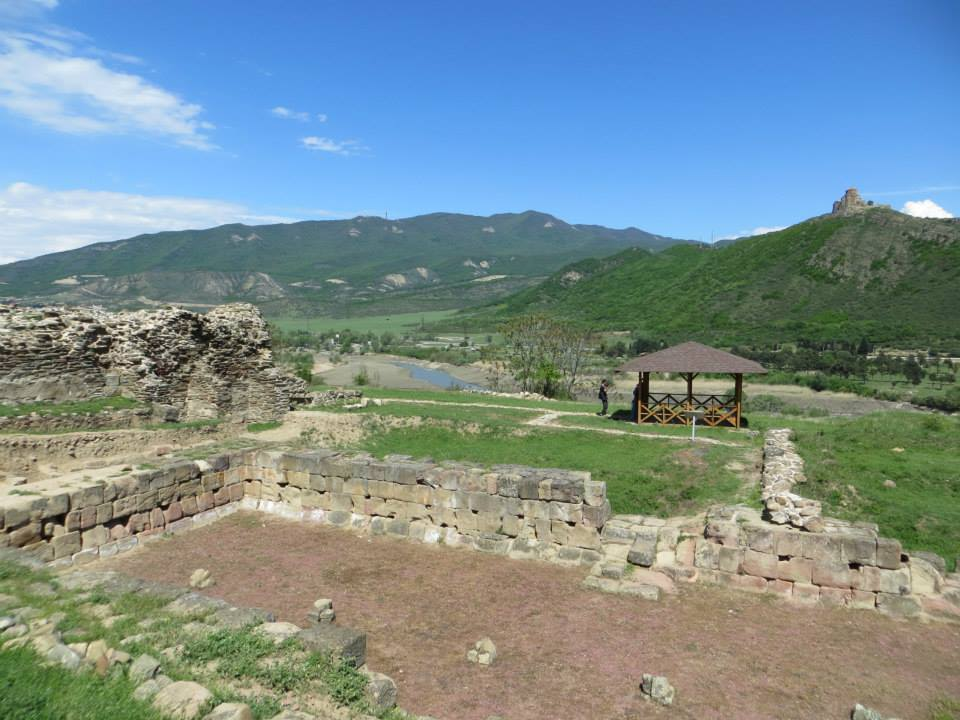
Ruines de la citadelle d'Armazi.

À la mort de son père, Karthlos, un géant comme Thargamos et ses frères, hérite d'un large territoire au centre du Caucase. Ses frontières sont décrites ainsi : 
« À l'Est, l'Héréthie et la Berdoudji ; à l'Ouest, la mer du Pont ; au Sud, la montagne qui touche à la source de la Berdoudji, celle qui court à l'Ouest, dont les eaux vont au Nord se réunir au Mtkvari, et qui se prolonge, entre la Klardjéthie et la Tao, jusqu'à la mer ; au Nord, le mont Ghado, portant aujourd'hui le nim de Likhi. »
Soumis à son frère Haos, Karthlos règne sur sa famille en tant que sujet de Nimrod, le monarque biblique qui domine alors le monde connu, et se doit de lui payer tribut. Toutefois, il rejoint ses frères lorsque ceux-ci se révoltent contre Nimrod, refusent de lui payer tribut, et s'allient avec d'autres familles puissantes de l'Occident. Karthlos prend en main la charge contre l'armée des envahisseurs, menée par 60 géants, qui occupe l'Atropatène, dans les domaines de Haos, et se lance dans une bataille sanglante qui aboutit en une victoire des Caucasiens. Quand Nimrod retourne dans la région pour mettre un terme à la rébellion des huit frères, Karthlos vient de nouveau à l'aide à Haos, qui parvient à tuer Nimrod et mettre fin à la domination de Babylone sur le Caucase.
Devenu indépendant, Karthlos s'établit dans ses domaines et construit la citadelle d'Armazi, sa capitale, sur une montagne qu'il nomme Karthli, d'après son propre nom. Cette citadelle reste l'une des principales forteresses géorgiennes dans l'Antiquité, tandis que le nom de Karthli devient éponyme de la Géorgie centrale. Il fait aussi construire la citadelle d'Orb (ou Orbeti selon l'historien Vakhoucht Bagration), qui deviendra par la suite Samchvildé, puis la ville de Mtkvaristsikhé. À sa mort, il est enterré à l'entrée de la citadelle d'Armazi et divise ses territoires entre ses cinq fils, tous des géants : Mtskhetos, Gardabos, Kakhos, Koukhos et Gatchios, qui sont tous soumis à la domination de l'aîné.
Les manuscrits originaux des Chroniques géorgiennes rajoutent que Karthlos, comme le reste de sa famille, parle l'arménien.

## Interpretation moderne
L'ethnologue britannique W.E.D. Allen voit un lien direct entre la nomenclature des semi-divinités dont parle les Chroniques géorgiennes et les anciennes tribus qui peuplent le Proche-Orient. Selon lui, Léonti Mroveli utilise non pas son récit comme un outil politique mais comme une transcription chrétienne d'une théorie scientifique sur l'origine des proto-Géorgiens. Dans le nom de « Karthlos », il trouve la racine K-D, qui se trouve plus tard chez les Kardukhoi, une tribu décrite par Xénophon comme vivant au nord de l'Euphrate (donc aux limites septentrionales de Transcaucasie). Aujourd'hui, cette racine existe non seulement dans le nom géorgien pour la Géorgie (« Sakarthvelo ») mais aussi chez les Kurdes.
Il faut ainsi noter que la société kurde moderne utilise toujours le terme « Meshkin » pour décrire les plus pauvres membres de la population kurde : selon W.E.D. Allen, ce mot contient la racine M-S, apparentée à Mtskhetos, fils mythique de Karthlos.
La théorie japhétique des langues kartvéliennes est également liée au mythe de Karthlos. Cette hypothèse donne aux langues du bassin méditerranéen et de Caucase une origine similaire, dite japhétique, la tradition biblique donnant aux locaux d'avant l'arrivée des Indo-Européens un ancêtre commun dans Japhet. Karthlos est lui-même un descendant de Japhet.